# ملکه زنبورها
ملکه زنبورها (به آلمانی: Die Bienenkönigin) یک افسانهٔ آلمانی است که توسط برادران گریم گردآوری و در شمارهٔ ۶۲ کتاب «افسانه‌های کودکان و خانه» منتشر شده‌است. این داستان در فهرست آنتی آرنه-تامپسون-اوتر در دسته‌بندی ATU 554، «جانوران سپاسگزار» قرار دارد.

## داستان
در روزگاری دور، پادشاهی سه پسر داشت. دو پسر بزرگ‌تر، مغرور و سرکش بودند و برای جستجوی شانس خود به سفر رفتند. اما به جای آن‌که کاری از پیش ببرند، در خوش‌گذرانی و هرج‌ومرج غرق شدند. برادر کوچک‌تر که «ساده‌دل» نام داشت، نیز پس از مدتی به دنبال آن‌ها راهی سفر شد. دو برادر بزرگ‌تر او را مسخره کردند که تو با این سادگی‌ات می‌خواهی به موفقیت برسی، در حالی که ما دوتا که عاقل‌تریم، نتوانستیم؟
در راه، آن‌ها به یک تپه مورچه رسیدند. برادران بزرگ‌تر خواستند آن را خراب کنند، اما ساده‌دل آن‌ها را از این کار بازداشت و گفت: «بگذارید موجودات بیچاره در آرامش باشند!» کمی بعد، به دریاچه‌ای رسیدند و خواستند اردک‌هایی را شکار کنند، اما باز هم برادر کوچک‌تر اجازه نداد. سرانجام، به کندوی زنبوری رسیدند و دو برادر تصمیم داشتند با دود زنبورها را فراری دهند و عسل را بردارند. اما ساده‌دل گفت: «نه! نباید خانه‌شان را نابود کنیم!»
مدتی بعد، آن‌ها به قصری عجیب رسیدند. در اصطبل، اسب‌هایی سنگی قرار داشتند و هیچ انسانی دیده نمی‌شد. آن‌ها وارد قصر شدند و پیرمردی خاکستری آن‌ها را به اتاق غذا برد. صبح روز بعد، او پسر بزرگ‌تر را به سنگ‌نوشته‌ای رساند که روی آن سه مأموریت نوشته شده بود. هرکس بتواند این سه مأموریت را انجام دهد، طلسم قصر را باطل خواهد کرد.

### مأموریت اول
باید هزار مروارید شاهزاده‌خانم را که در جنگل پخش شده، پیدا کند. اگر موفق نشود، به سنگ تبدیل خواهد شد. پسر اول رفت و تا شب فقط صد مروارید پیدا کرد و به سنگ تبدیل شد. پسر دوم نیز به همین سرنوشت دچار شد.
ساده‌دل عازم شد، اما در میان راه، مورچه‌هایی که او پیش‌تر نجات داده بود، به کمکش آمدند و تمام مرواریدها را جمع کردند.

### مأموریت دوم
کلید اتاق خواب شاهزاده‌خانم در دریاچه افتاده بود. ساده‌دل نمی‌دانست چه کند، اما همان اردک‌هایی که قبلاً از مرگ نجاتشان داده بود، آمدند و کلید را از آب بیرون آوردند.

### مأموریت سوم
باید از میان سه شاهزاده‌خانم خفته، کوچک‌ترین را پیدا کند. آن‌ها کاملاً شبیه هم بودند، تنها تفاوت‌شان در چیزی بود که پیش از خواب خورده بودند: یکی شکر، یکی شربت، و یکی عسل. ناگهان زنبورملکه‌ای وارد شد و روی لبان شاهزاده‌ای نشست که عسل خورده بود؛ و بدین ترتیب ساده‌دل دختر درست را انتخاب کرد.

### پایان خوش
با انجام موفق مأموریت‌ها، طلسم باطل شد، شاهزاده‌خانم بیدار شد، و افراد سنگ‌شده نیز زنده شدند. ساده‌دل با شاهزاده‌خانم ازدواج کرد و برادرانش نیز با دو خواهر دیگر وصلت کردند.

## تحلیل داستان
«ملکه زنبورها» از دسته افسانه‌های «جانوران سپاسگزار» است که در آن موجودات کوچکی که مورد مهربانی قهرمان قرار می‌گیرند، بعداً در لحظات حیاتی به یاری‌اش می‌شتابند. سه جانور اصلی در این داستان (مورچه، اردک، زنبور) به ترتیب نمایندهٔ عناصر خاک، آب، و هوا هستند.
شخصیت ساده‌دل نمایانگر شخصی است که از عقل خود کمتر استفاده می‌کند، اما از دل و حس همدلی بهره می‌برد. برادرانش، که نمایندهٔ عقل‌گرایی سرد و خودخواهی هستند، به دلیل بی‌احترامی به طبیعت و نادیده گرفتن موجودات کوچکتر، شکست می‌خورند. در حالی که ساده‌دل، با مهربانی و فروتنی‌اش، شایستهٔ پاداش می‌شود.

## نسخه‌های مشابه
افسانه‌ای مشابه از لودویگ بشتاین با عنوان «شاهزادهٔ افسون‌شده» داستانی نزدیک به این روایت دارد. همچنین، در منطقه لانگداک، افسانه‌ای به نام «اردک‌ها، مورچه‌ها، و مگس‌ها» با موضوع مشابه وجود دارد. در آن‌جا نیز پسری به کمک جانوران، شاهزاده‌خانمی را نجات می‌دهد.

## در فرهنگ عامه
در سریال آمریکایی گریم، قسمت سوم فصل اول با عنوان «Beeware» با الهام از این داستان ساخته شده‌است.

## نگارخانه

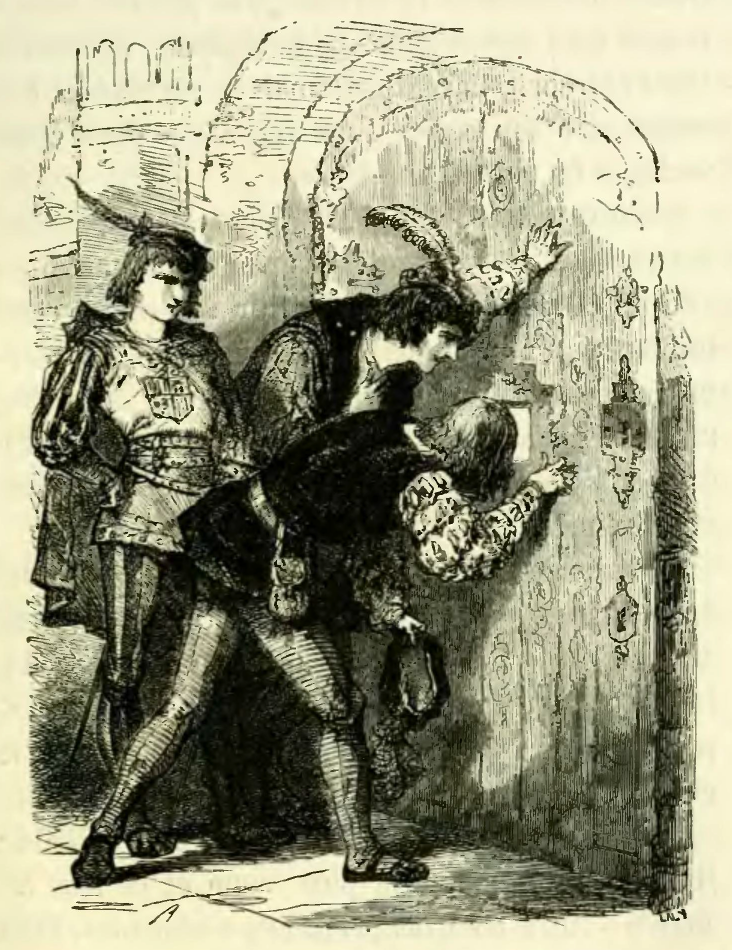
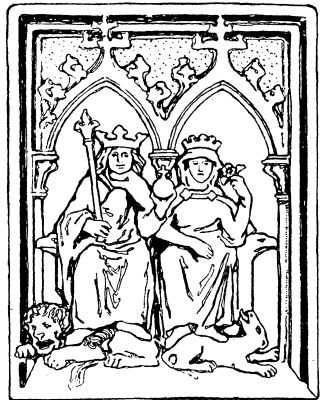
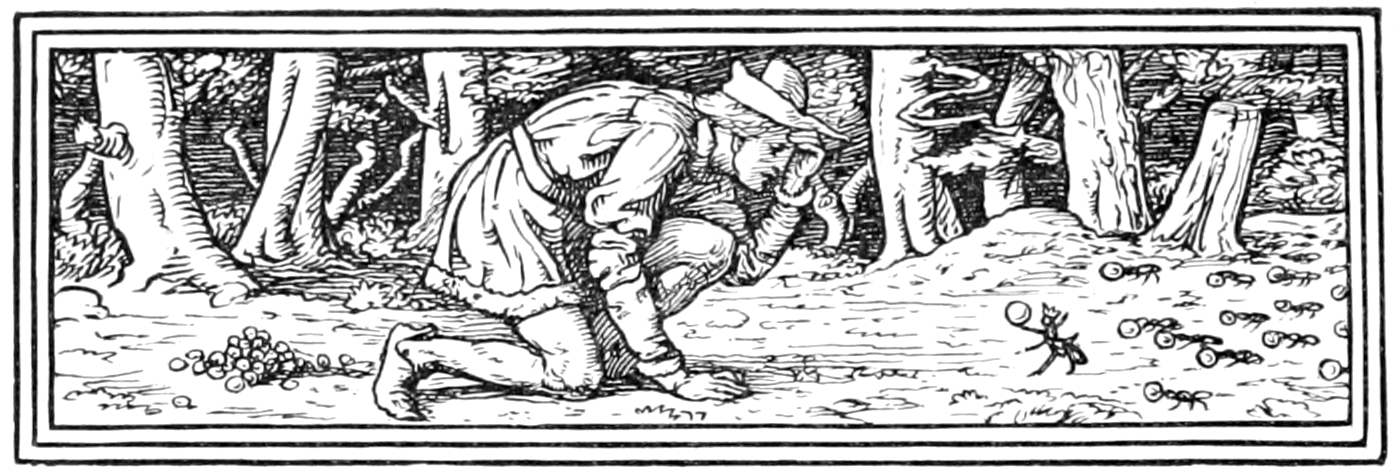

## آثار مشابه
- پرندهٔ طلایی
- برادران وفادار و بی‌وفا
- تابوت شیشه‌ای
- زیبای خفته
- حیوانات سپاسگزار